# Аксены (Тверская область)
Аксены — опустевшая деревня в Ржевском муниципальном округе Тверской области.

## География
Деревня находится в южной части Тверской области, в зоне хвойно-широколиственных лесов, в пределах южной части Валдайской возвышенности, на расстоянии примерно 40 километров (по прямой) на север-северо-запад  от города Ржева, административного центра района.

### Климат
Климат характеризуется как умеренно континентальный, с относительно мягкой снежной зимой и умеренно прохладным влажным летом. Среднегодовая температура воздуха — 3,4 °C. Средняя температура воздуха самого холодного месяца (января) — −8,8 °C (абсолютный минимум — −32 °C), средняя температура самого тёплого (июля) — 17 °С (абсолютный максимум — 36 °С). Вегетационный период длится около 130 дней. Годовое количество атмосферных осадков составляет в среднем 612 мм, из которых большая часть выпадает в тёплый период. Снежный покров держится в течение 144 дней.

## История
Деревня была отмечена еще на карте 1825 года. В 1859 году здесь (деревня Ржевского уезда Тверской губернии) было учтено 4 двора, в 1939—24. Входила до 2013 года в состав сельского поселения «Шолохово», с 2013 до 2022 года в состав сельского поселения «Итомля» до его упразднения.

## Население
| 2008 | 2010 |
| ---- | ---- |
| 0    | →0   |

Численность населения: 41 человек (1859 год), 0 как в 2002 году, так и в 2010.